# Скулптурни фигури „Лъвове“
Местоположение: 42.695249198292466, 23.320716470710295
Скулптурните фигури „Лъвове“ са статуи пред Съдебната палата в София.

## История
Лъвовете са дело на скулптора Величко Минеков. Създадени са с техниката восъчно леене и са кухи отвътре. изработени са от месинг, като в тях има поставена стабилна стоманена конструкция, за да предотврати колапсът им от собствената им тежест.
Всеки от двата лъва тежи по около 2 тона. Излезли са от леярната в град Генерал Тошево през 1981 г.
Лъвовете са изработени без полови органи.
През 1985 г. скулптурите са поставени на парадното стълбище пред Националния исторически музей, разположен тогава в предната част на комплекса на Съдебната палата. Стоят на постамент.
Сходна скулптура на лъв от същия автор се намира в Пазарджик.

## Символика
Лъвовете, изобразени на скулптурите, символизират важността и авторитета, в съответствие с институцията на съдебната власт. Двете статуи са поставени пред входа в поза „пасант“ (ходейки) и гледат в различни посоки, пазейки сградата на съда зад гърба си.
През 2013 г. единият от двата лъва става жертва на вандалство и главата му е боядисана в бяло, зелено и червено, наподобявайки Жокера. Вероятно е знак на протест, за което се съди и от оставения текст „20 г. ЦИРК“.